# (14321) 1978 VT9
(14321) 1978 VT9 (1978 VT9, 1991 RM20, 1998 UZ31) — астероїд головного поясу, відкритий 7 листопада 1978 року.
Тіссеранів параметр щодо Юпітера — 3.614.